# The Vision
The Vision é uma equipe vilã de luta livre profissional composta pelo líder Seth Rollins, Bron Breakker, Bronson Reed e Paul Heyman, que atua como seu manager. Eles trabalham atualmente para a WWE, onde se apresentam na marca Raw. Rollins é o atual campeão mundial dos pesos pesados em seu segundo reinado. O nome do grupo é uma referência ao apelido de Rollins: "O Visionário".

## História
Em 19 de abril de 2025, na Noite 1 da WrestleMania 41, Seth Rollins derrotou CM Punk e Roman Reigns com a ajuda de Paul Heyman, um aliado de ambos Punk e Reigns, o que resultou na virada de ambos para vilão. No episódio de 21 de abril do Raw, Rollins e Heyman adicionaram Bron Breakker à aliança, e o trio encerrou o programa dominando Punk e Reigns. Em 5 de maio, no Raw, Rollins desafiou o campeão mundial dos pesos pesados, Jey Uso, para uma luta pelo título mundial, a qual Rollins venceu por desqualificação. Em 24 de maio, no Saturday Night's Main Event XXXIX, Rollins e Breakker derrotaram Punk e Sami Zayn após interferência de Bronson Reed, que posteriormente se juntaria à aliança. No Money in the Bank, em 7 de junho, Rollins venceu a luta de escadas masculina do Money in the Bank após interferência de Breakker e Reed. Com essa vitória, Rollins se tornou o terceiro lutador, depois de Punk e Carmella, a vencer a luta de escadas mais de uma vez, e o quarto no total a deter o contrato mais de uma vez. Em 12 de julho, no Saturday Night's Main Event XL, Rollins foi derrotado por LA Knight após sofrer uma lesão (kayfabe).
Em 2 de agosto, na Noite 1 do SummerSlam, Reed e Breakker foram derrotados por Reigns e Uso. Mais tarde naquela mesma noite, Rollins fez o cash-in do contrato do Money in the Bank em CM Punk para conquistar o Campeonato Mundial dos Pesos Pesados pela segunda vez. No episódio de 4 de agosto do Raw, a aliança entre Rollins, Breakker, Reed e Heyman foi oficialmente nomeada como "The Vision".

## Membros

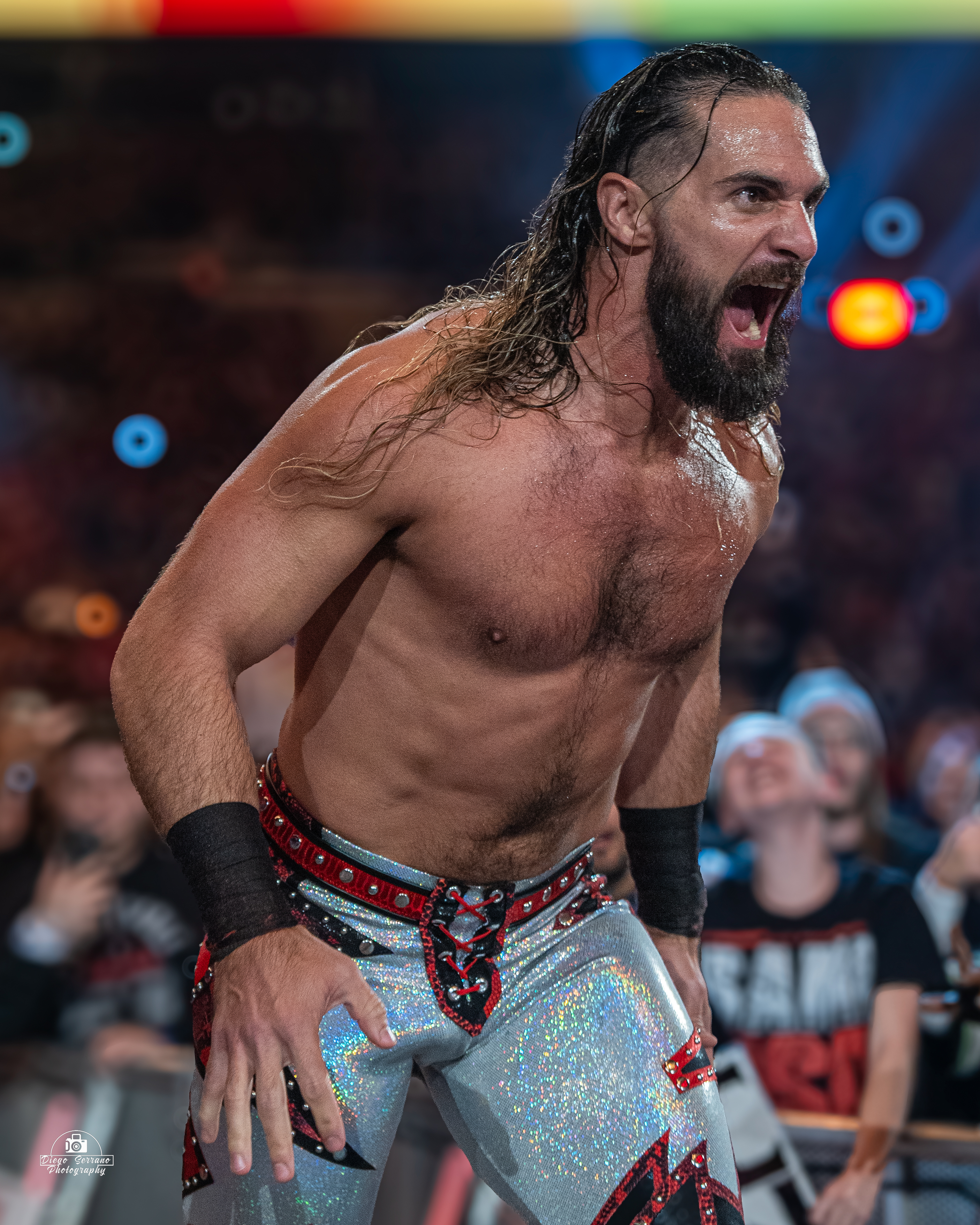
Seth Rollins (L)
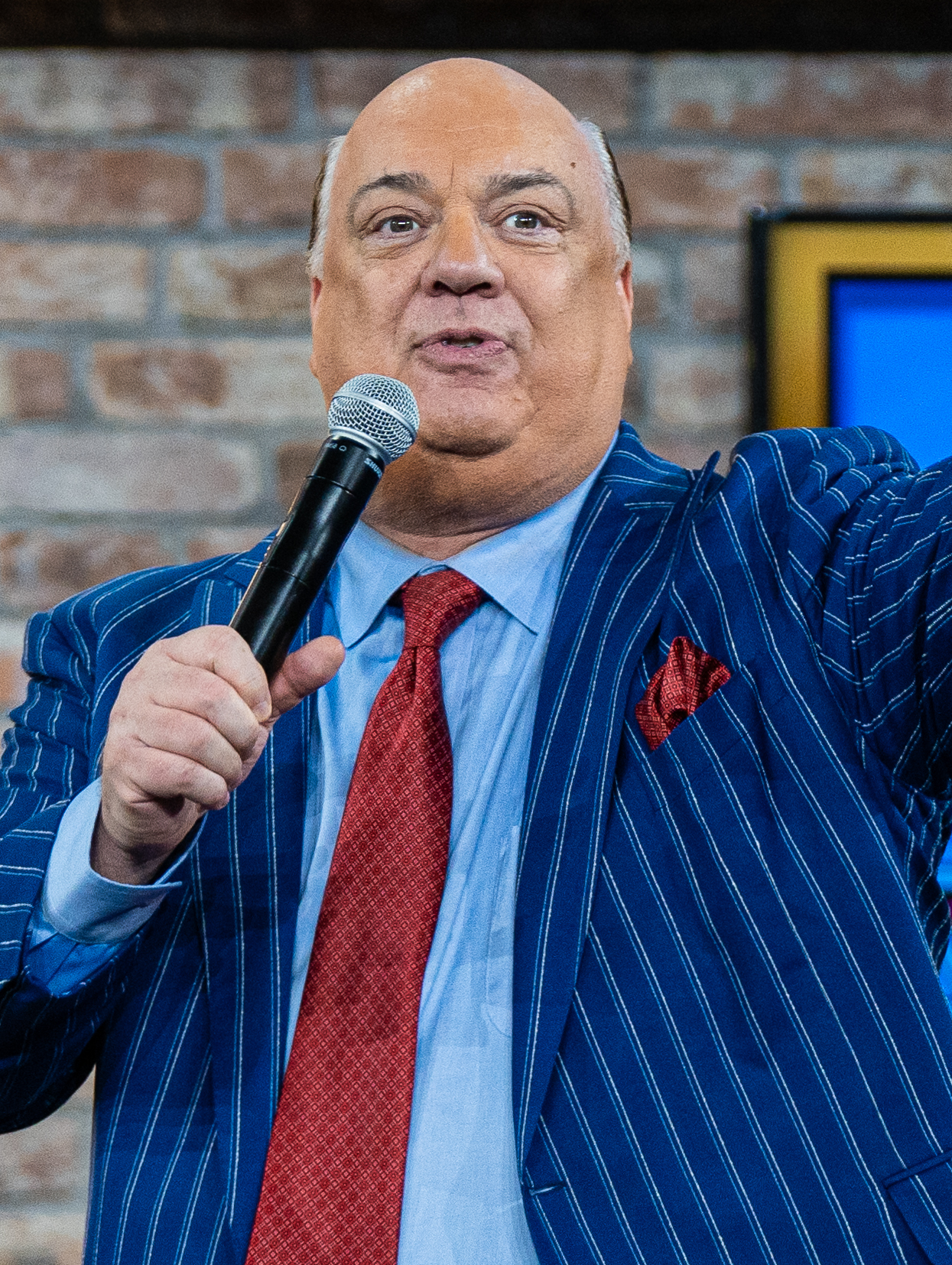
Paul Heyman (M)
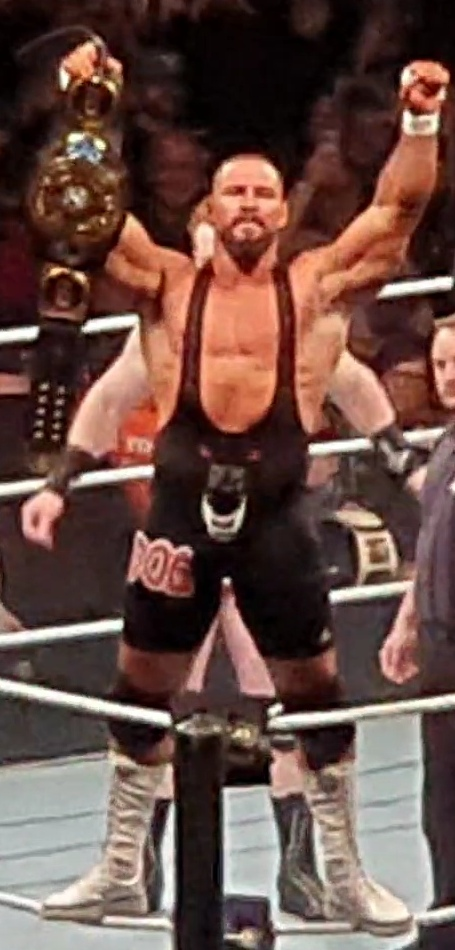
Bron Breakker
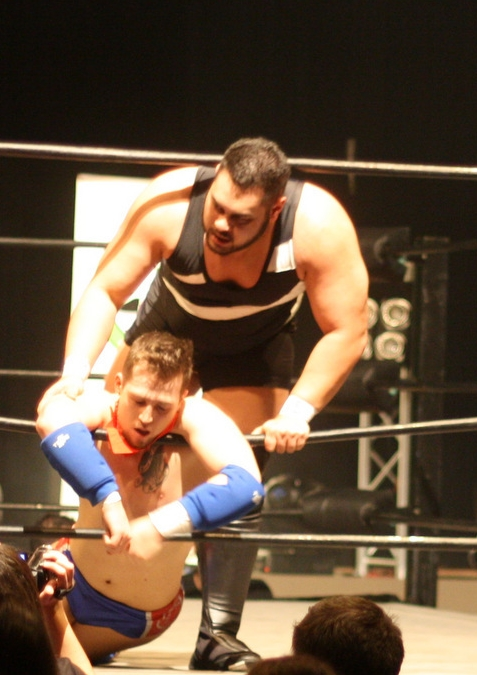
Bronson Reed

| * | Membros fundadores |
| L | Líder              |
| M | Manager            |

### Atuais
| Membros          | Entrada               |
| ---------------- | --------------------- |
| Seth Rollins (L) | 21 de abril de 2025 * |
| Paul Heyman (M)  | 21 de abril de 2025 * |
| Bron Breakker    | 21 de abril de 2025 * |
| Bronson Reed     | 24 de maio de 2025    |

## Títulos e prêmios
- WWE
  - Campeonato Mundial dos Pesos Pesados (1 vez, atual) – Rollins[8]
  - Money in the Bank Masculino (2025) – Rollins